# Erkki Toivanen
Erkki Matti Toivanen, född 18 maj 1938 i Kuopio, död 21 juli 2011 i London, var en finländsk journalist. 
Toivanen blev politices kandidat 1962 och knöts till Yleisradios utrikesredaktion 1969. Han blev snabbt en uppmärksammad kommentator, en journalistikens gentleman, berömd för sitt utmejslade uttryckssätt. Han var korrespondent i London 1972–1982 och 1987–1995, i Paris 1982–1987 och avslutade sin karriär som specialredaktör för EU-frågor; han pensionerades 2001. 
Den ytterst språkkunnige Toivanen gjorde även finstämda kulturprogram, där han följde klassiska diktare, konstnärer och musiker i spåren genom Europa. Texterna finns samlade i flera böcker. Han belönades 1985 med Suomen Kuvalehtis prestigefyllda journalistpris och valdes 2006 till den första ambassadören för rejäl handel i Finland. Han utgav 2000 memoarverket Kahden puolen kanaalin.

## Utmärkelser
- Kommendörstecknet av Finlands Lejons orden,  6 december 1997[2]
- Riddare av Arts et Lettres-orden[3]

[Redigera Wikidata]